# اگرونومیا
اگرونومیا (به اسپانیایی: Agronomía) یک سکونتگاه مسکونی در آرژانتین است که در بوئنوس آیرس واقع شده‌است.

## خصوصیات
اگرونومیا ۲٫۱ کیلومترمربع مساحت و ۱۳٬۹۶۳ نفر جمعیت دارد.